# Eumenes pomiformis
Eumenes pomiformis är en stekelart som först beskrevs av Fabricius 1781.  Eumenes pomiformis ingår i släktet krukmakargetingar, och familjen Eumenidae. Utöver nominatformen finns också underarten E. p. turcicus.